# Helena Żakowska-Henzler
Helena Żakowska-Henzler – polska prawnik, cywilistka, doktor habilitowany nauk prawnych, profesor nadzwyczajny Instytutu Nauk Prawnych PAN.

## Życiorys
W 1993 na podstawie napisanej pod kierunkiem Andrzeja Szajkowskiego rozprawy pt. Licencja dorozumiana w polskim prawie wynalazczym otrzymała w Instytucie Nauk Prawnych PAN stopień naukowy doktora nauk prawnych. Tam też na podstawie dorobku naukowego oraz rozprawy pt. Wynalazek biotechnologiczny. Przedmiot patentu uzyskała w 2014 stopień doktora habilitowanego nauk prawnych. Specjalizowała się w zakresie prawa cywilnego, prawo patentowego i prawa własności przemysłowej. Została profesorem nadzwyczajnym w Wyższej Szkole Finansów i Prawa w Bielsku-Białej oraz Instytucie Nauk Prawnych PAN (w jego ramach kierowała Zakładem Polskiego i Europejskiego Prawa Własności Przemysłowej).
Została wybrana członkiem Komitetu Nauk Prawnych PAN w kadencji 2015–2019.